# 布哈河
布哈河是中华人民共和国青海省的一条河流，该河全长386千米，集水面积约14384平方千米，年均径流量约为8.18亿立方米。根据布哈水文站测定，该河夏季富水期径流量占全年的65.6%，冬季枯水期径流量占全年的2.5%。